# Franc Rodé
Franc Rodé (Rodica, 23 settembre 1934) è un cardinale e arcivescovo cattolico sloveno.

## Biografia
Nato in Slovenia, la sua famiglia emigra nel 1945 prima in Austria e quindi in Argentina: a Buenos Aires entra nella Congregazione della Missione, l'ordine fondato da San Vincenzo de' Paoli, e si trasferisce in Europa per approfondire gli studi (prima presso la Pontificia Università Gregoriana di Roma e poi a Parigi, all'Institute Catholique, dove nel 1968 si addottora in Teologia).
Diventa professore presso la Facoltà Teologica di Lubiana, consultore del Pontificio consiglio per il dialogo con i non credenti, e poi consultore del Pontificio consiglio della cultura.
Nel 1997 viene eletto arcivescovo di Lubiana e primate di Slovenia: l'11 febbraio 2004 viene chiamato presso la Curia Romana, dove assume la carica di prefetto della Congregazione per gli istituti di vita consacrata e le società di vita apostolica. Papa Benedetto XVI lo solleva dall'incarico per raggiunti limiti d'età il 4 gennaio 2011. Gli succede l'arcivescovo João Braz de Aviz.
Papa Benedetto XVI lo innalza alla dignità cardinalizia nel concistoro del 24 marzo 2006, facendogli così assumere il rango di prefetto della sua congregazione e divenendo il primo cardinale di origine slovena.
Nel maggio 2007 partecipa alla V conferenza episcopale latinoamericana ad Aparecida come membro designato dal papa.
Fa inoltre parte della Congregazione per il culto divino e la disciplina dei sacramenti, della Congregazione per i vescovi e del Pontificio consiglio della cultura.
È uno dei cardinali che celebra la messa tridentina dopo la riforma liturgica.
Il 23 settembre 2014 compie 80 anni ed esce dal novero dei cardinali elettori.
Il 20 giugno 2016 opta per l'ordine presbiterale, mantenendo invariata la diaconia elevata pro hac vice a titolo presbiterale.

## Rapporti con i Legionari di Cristo
Franc Rodé è stato amico di Marcial Maciel, fondatore dei Legionari di Cristo, ed è vicino ai legionari e al successore di Maciel, Álvaro Corcuera. Per questo la visita apostolica ai Legionari di Cristo, decisa dalla Santa Sede nel 2009, è stata inviata dalla Segreteria di Stato e non (come avrebbe dovuto essere) dalla congregazione che egli presiedeva.
Nell'aprile del 2010 il giornalista statunitense Jason Berry ha scritto due articoli sul National Catholic Reporter, descrivendo un uso diffuso da parte dei Legionari di Cristo di regali in beni e denaro ad alcuni prelati della Curia romana. Berry, le cui fonti sono ex legionari, ha chiamato in causa anche Franc Rodé.

## Genealogia episcopale e successione apostolica
La genealogia episcopale è:
- Cardinale Scipione Rebiba
- Cardinale Giulio Antonio Santori
- Cardinale Girolamo Bernerio, O.P.
- Arcivescovo Galeazzo Sanvitale
- Cardinale Ludovico Ludovisi
- Cardinale Luigi Caetani
- Cardinale Ulderico Carpegna
- Cardinale Paluzzo Paluzzi Altieri degli Albertoni
- Papa Benedetto XIII
- Papa Benedetto XIV
- Papa Clemente XIII
- Cardinale Marcantonio Colonna
- Cardinale Giacinto Sigismondo Gerdil, B.
- Cardinale Giulio Maria della Somaglia
- Cardinale Carlo Odescalchi, S.I.
- Cardinale Costantino Patrizi Naro
- Cardinale Lucido Maria Parocchi
- Papa Pio X
- Cardinale Gaetano De Lai
- Cardinale Raffaele Carlo Rossi, O.C.D.
- Cardinale Amleto Giovanni Cicognani
- Arcivescovo Michele Cecchini
- Arcivescovo Alojzij Šuštar
- Cardinale Franc Rodé, C.M.

La successione apostolica è:
- Vescovo Andrej Glavan (2000)
- Arcivescovo Mitja Leskovar (2020)